# Pór Péter
Pór Péter (Clermont-Ferrand, Franciaország, 1940. szeptember 24. –) Franciaországban élő, Széchenyi-díjas magyar irodalomtörténész. Irodalomelmélettel, líratörténettel és irodalomkritikával foglalkozik.

## Életútja
Felsőfokú tanulmányokat az ELTE magyar–francia szakán folytatott. Pályáját az MTA Irodalomtudományi Intézete munkatársaként kezdte. Az 1960-as évek végén rövid ideig a budapesti Szilágyi Erzsébet Gimnáziumban francia nyelvet tanított.
Az irodalomtudomány kandidátusa lett 1978-ban. Az 1970-es évek végén disszdált Nyugat-Németországba, ahol 1979–83 közt a siegeni egyetemen tanított, a 19–20. század fordulójának magyar irodalmát kutatta. 1983-ban az egyetem doktora lett. Innen a franciaországi Nancy egyetemére hívták, ott 1983–85 közt tanított. 1985-től nyugalomba vonulásáig (2005) a párizsi Centre national de la recherche scientifique (CNRS) kutató munkatársaként működött.
Az európai irodalomról európai nyelveken ad elő és ír (franciául, németül). Az utóbbi időkben leginkább Rainer Maria Rilke költészetével foglalkozik, de mellette a kortárs magyar irodalmat is követi, s irodalomkritikákat magyar nyelven ír magyar folyóiratokba. Több nyelven beszélő irodalmárként a műfordítás sem idegen tőle. Felső-Normandiában, Rouen közelében, Mont-Saint-Aignanban él.

## Művei
- Konzervatív reformtörekvések a századforduló irodalmában Justh Zsigmond és Czóbel Minka népiessége; Akadémiai, Bp., 1971
- Epochenstil Plädoyer für einen umstrittenen Begriff; Winter, Heidelberg 1982
- „Bruchstellen seines immensen Stoffes”. Zur Poetik von Rilkes „Neue Gedichte”; Collegium Budapest Institute for Advanced Study, Bp., 1997 (Public lectures Collegium Budapest Institute for Advanced Study)
- Die orphische Figur. Zur Poetik von Rilkes "Neuen Gedichten"; Winter, Heidelberg, 1997 (Reihe Siegen Germanistische Abteilung)
- Léted felirata. Válogatott tanulmányok; Balassi, Bp., 2002
- Zu den Engeln (lernend) übergehen er Wandel in Rilkes Poetik zwischen den Neuen Gedichten und den Spätzyklen; Aisthesis, Bielefeld, 2005
- Tornyok és tárnák. Tanulmányok a költői teremtés alakzatairól; Pesti Kalligram, Bp., 2013
- Utolsó útitársak. Költők, esztéták; Kalligram, Bp., 2022

## Díjak, elismerések
- Széchenyi-díj (2010)